# Alois Kříž (lékárník)
Alois Kříž (20. února 1881 Hoštice – 16. prosince 1968 Praha) byl český lékárník, vynálezce československého bylinného likéru Jakamarus, za druhé světové války účastník protinacistického odboje.

## Život

### Mládí a studia
Alois Kříž se narodil 20. února 1881 v jihočeských Hošticích, v okrese Mladá Vožice, do katolické rodiny rolníka Josefa Kříže (* 1857) a Anny Křížové rozené Šochové (* 1860). Měl o jedenáct let mladší sestru Annu Františku (* 1. července 1892). Po šestiletém studiu na gymnáziu v Táboře, nastoupil 14. března 1902 na studia farmacie na filozofické fakultě české Univerzity Karlo-Ferdinandovy, dnešní Filozofické fakulty Univerzity Karlovy (v té době bylo studium tohoto oboru dvouleté a spadalo pod filozofickou fakultu). Dne 19. července 1903 úspěšně složil rigorózní zkoušku, a to s hodnocením „výtečně“ a získal titul magistra farmacie. Dne 17. června 1911 se v Praze v kostele sv. Jindřicha oženil. Jeho manželka Anna Marie Křížová, rozená Ejemová (* 11. srpna 1886) pocházela z Radotína.

### Slavný likér
V místě bydliště v Nuslích na Pankráci čp. 104 si v roce 1916 otevřel lékárnu (po připojení Nuslí k Praze nesla ulice název Benešova třída, za protektorátu Na Pankráci, Praha XIV Nusle). Zde kromě jiného prodával také bylinné kapky vlastní výroby k léčbě žaludečních a zažívacích nemocí. Extrakt z bylin a koření se později stal základem originálního bylinného likéru, který se díky své jemné, hořké a kořeněné chuti brzy proslavil v celém Československu. Ochranná známka likéru Jakamarus byla Obchodní a živnostenskou komorou v Praze registrovaná 1. února 1932 pod názvem „dietetická bylinná tinktura amara sacharatu“. Kde se vzal exotický název, není známo, ale koncovka odkazuje na charakteristickou hořkosladkou a kořeněnou chuť (amarus = latinsky hořký).

### V odboji
Alois Kříž byl aktivní v Sokole, za protektorátu byl starostou Sokola Pankrác. Do odboje se zapojil spolu se svým synovcem (synem své sestry) dr. Jiřím Rentzem. Ve firmě vyrábějící likér Jakamarus pracoval jako obchodní zástupce Ing. Richard Reisner, člen Obrany Národa (ON) a spolupracovník doc. Vladimíra Krajiny a bratrů Linhartových. Křížův pobočný sklad v zadním traktu lékárny sloužil jako úkryt pro ilegální radiostanici Ústředního vedení odboje domácího (ÚVOD). O vysílačku Sparta I a součástky k ní se staral jeho synovec dr. Rentz.

## Doslov
Odbojová činnost Aloise Kříže a Jiřího Rentze zůstala neodhalena, oba se dožili konce války. Likér Jakamarus existuje dodnes. Po znárodnění v roce 1948 se výroba přesunula na Moravu. Alois Kříž zemřel 16. prosince 1968 a pohřben je na Krčském (Nuselském) hřbitově v rodinném hrobě se svou manželkou († 2. srpna 1956).

## Galerie

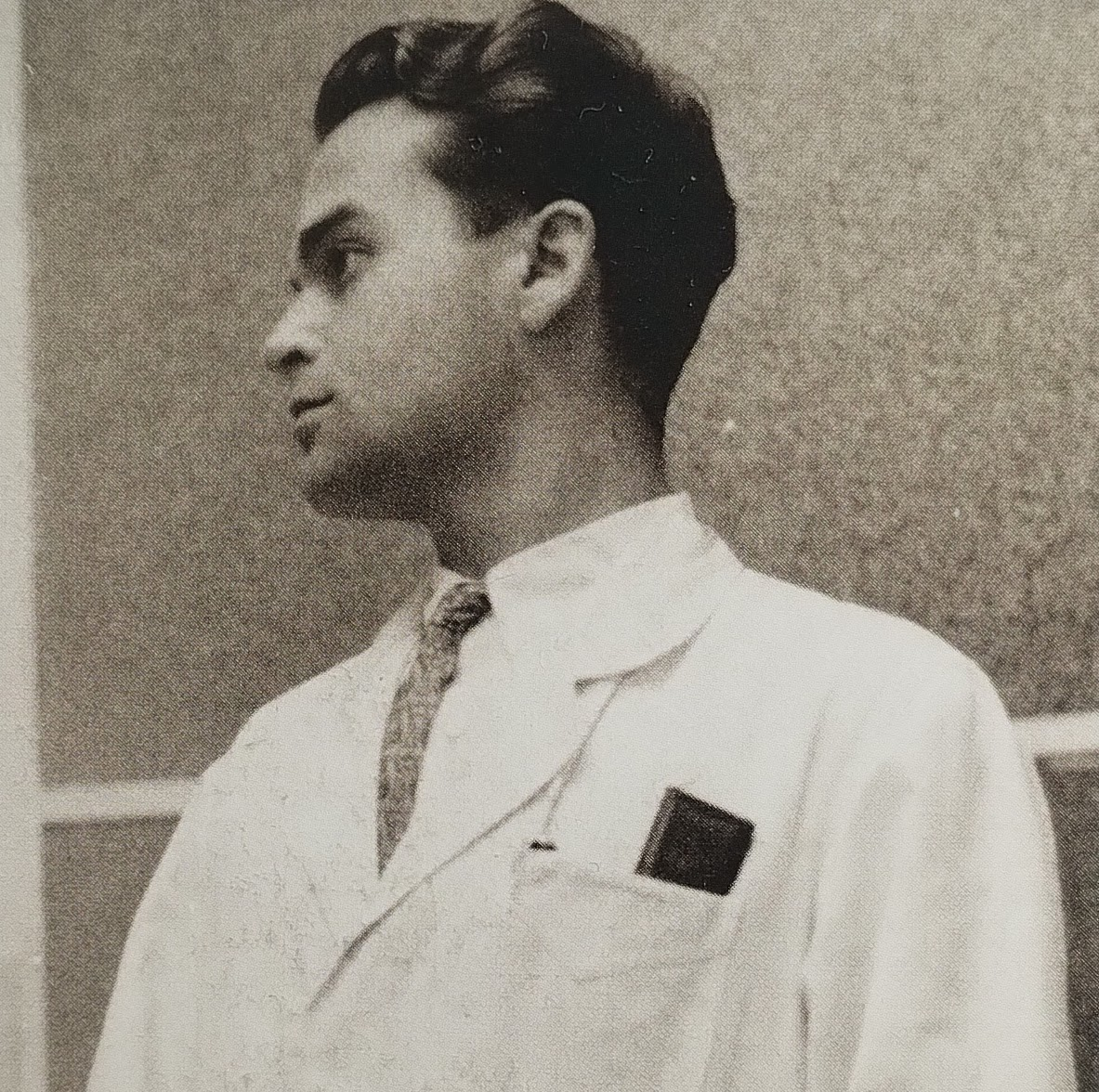
Jiří Rentz, synovec a spolupracovník v odboji
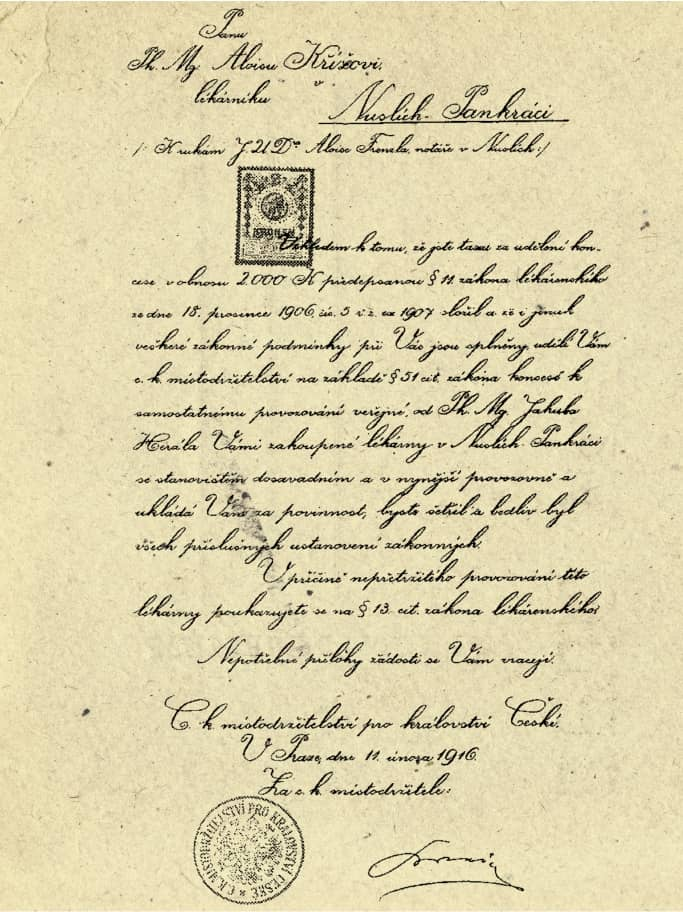
Doklad o založení lékárny Aloise Kříže, r. 1916.
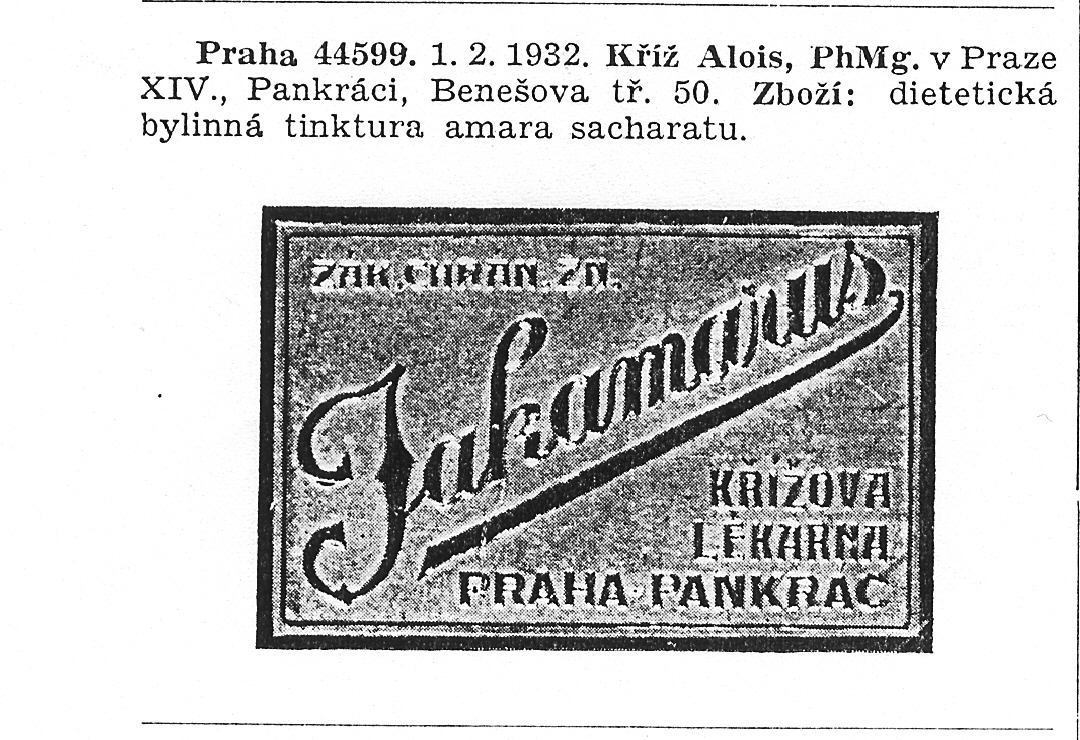
Registrace ochranné známky Jakamarus, r. 1932
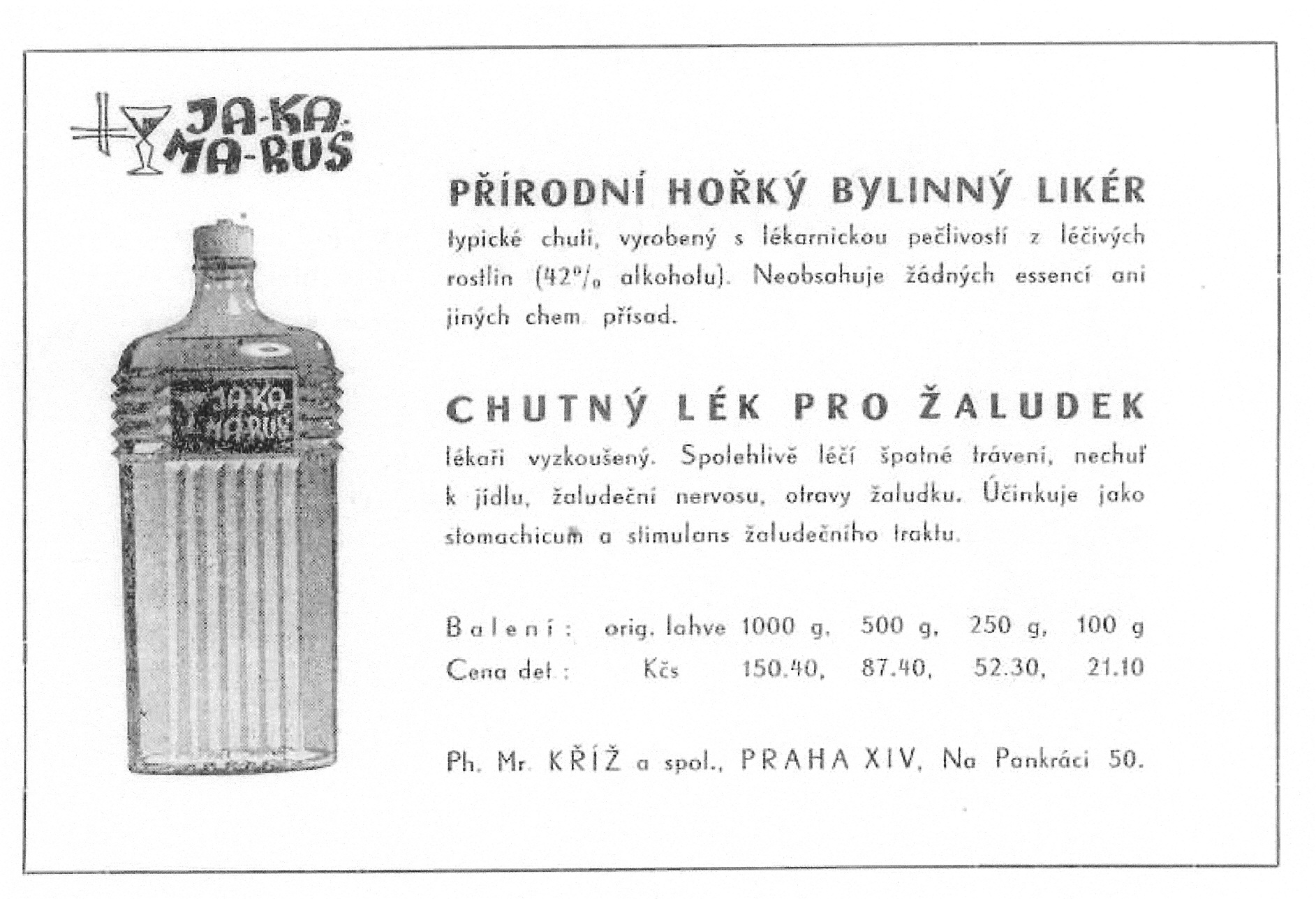
Reklama na likér Jakamarus, cca. z roku 1945
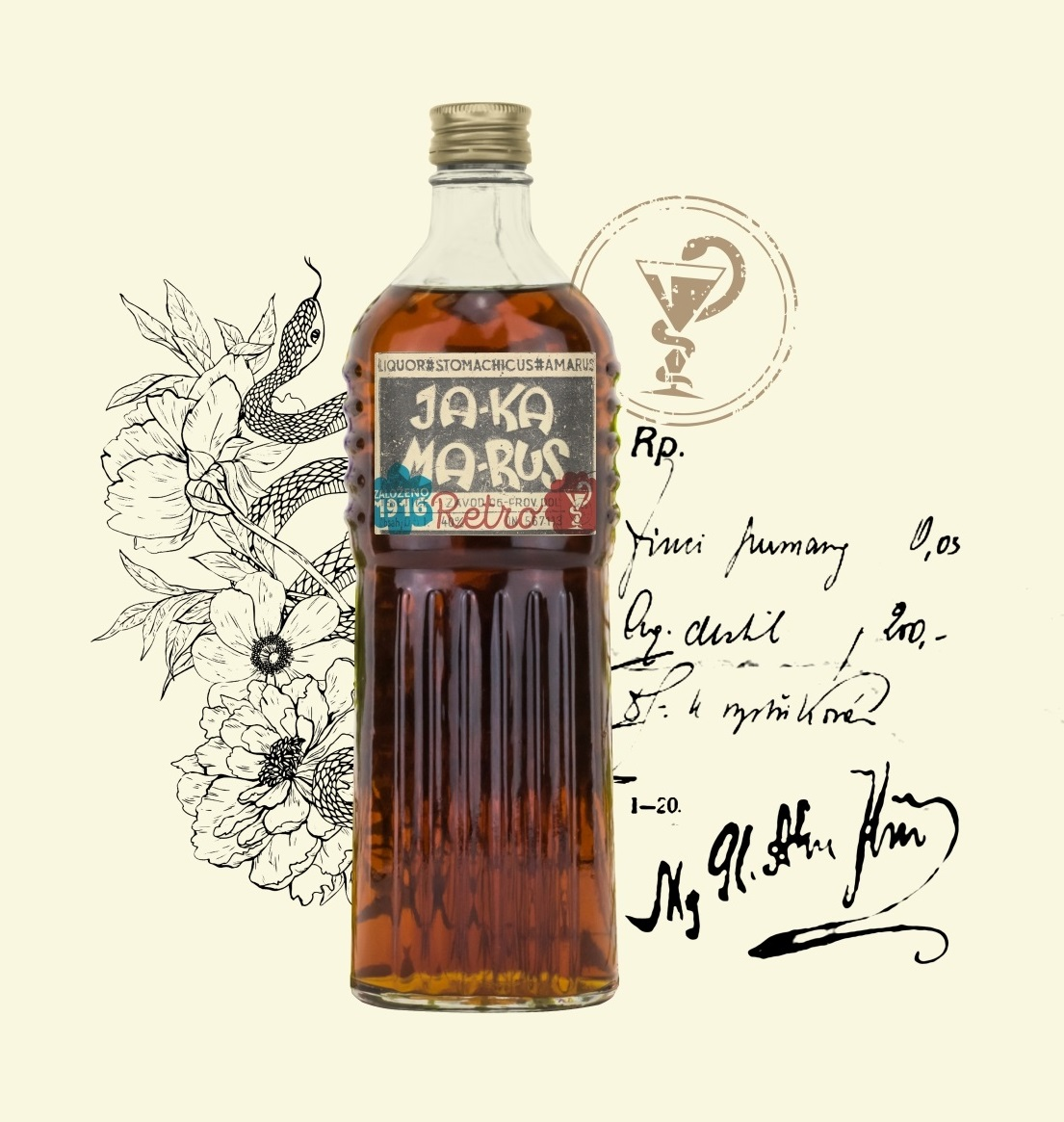
Likér Jakamarus dnes (2025)
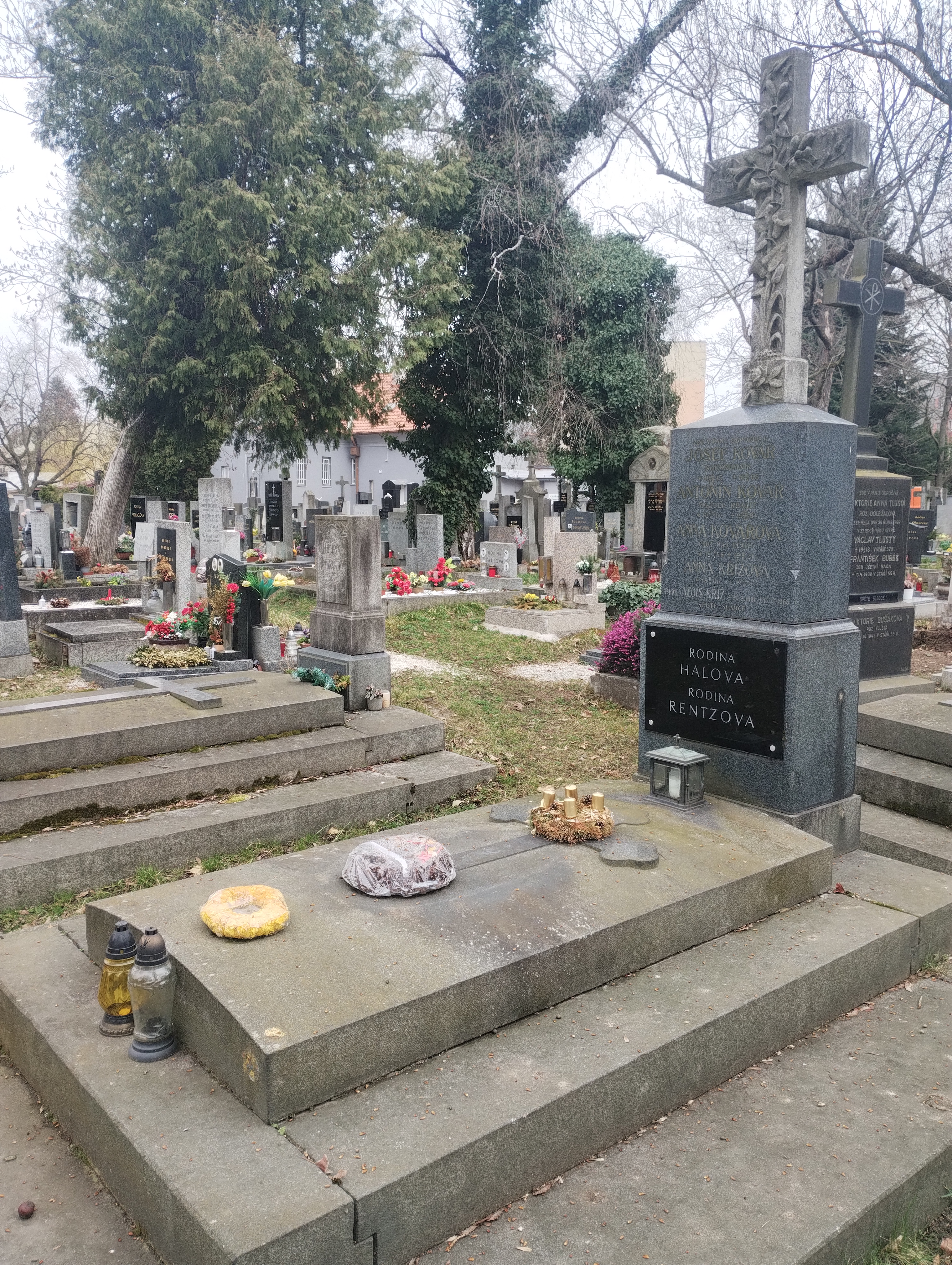
Hrob PhMr Aloise Kříže na Krčském (Nuselském) hřbitově
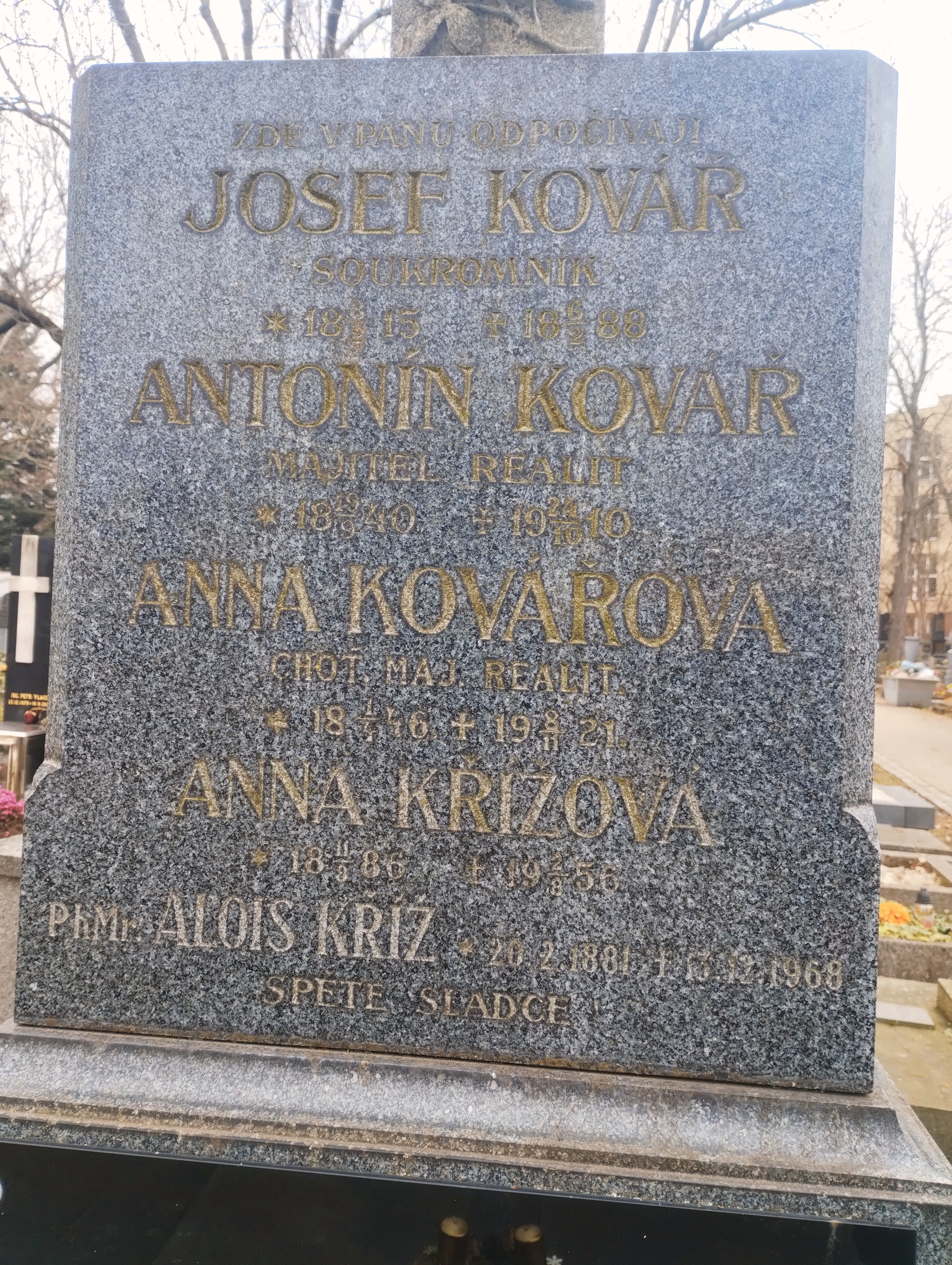
Deatail hrobu PhMr. Aloise Kříže na Krčském (Nuselském) hřbitově